# يعيش القيصر
يعيش القيصر (بالإنجليزية:Hail, Caesar!) هو فيلم أمريكي كوميدي من كتابة وإخراج وإنتاج ومونتاج الأخوان كوين صدر يوم 5 فبراير 2016.

الفيلم من بطولة كل من جوش برولين، جورج كلوني،ألدن إرينيرك، رالف فاينس، جونا هيل، سكارليت جوهانسون، فرانسيس مكدورماند، تيلدا سوينتون وتشانينج تيتوم تدور أحداثه في خمسينيات القرن العشرين.

## القصة
تدور القصة حول شخص يعمل بصناعة أفلام السينما الأمريكية في خمسينيات القرن الماضي ويحاول العثور على طاقم العمل الذين اختفوا أثناء تصوير الفيلم.

## الاستقبال النقدي
تلقى الفيلم مراجعات ايجابية كبيرة حيث حصل على متوسط 80% على موقع الطماطم الفاسدة بناء على 180 مراجعة ، فيما حصل على معدل 72% على موقع ميتاكريتيك بناء على 50 مراجعة.

## الميزانية والإيرادات
مع ميزانية بلغت 22 مليون $, حقق الفيلم في أسبوعه الأول 11,4 مليون دولار.

## طاقم العمل
جوش برولين

جورج كلوني

ألدن إرينيرك

رالف فاينس

جونا هيل

سكارليت جوهانسون

فرانسيس مكدورماند

تيلدا سوينتون

تشانينج تيتوم

## وصلات خارجية
- الموقع الرسمي
- يعيش القيصر على موقع IMDb (الإنجليزية)
- يعيش القيصر على موقع ميتاكريتيك (الإنجليزية)
- يعيش القيصر على موقع روتن توميتوز (الإنجليزية)
- يعيش القيصر على موقع نتفليكس (الإنجليزية)
- يعيش القيصر على موقع قاعدة بيانات الأفلام العربية
- يعيش القيصر على موقع ألو سيني (الفرنسية)
- يعيش القيصر على موقع Turner Classic Movies (الإنجليزية)
- يعيش القيصر على موقع أول موفي (الإنجليزية)
- يعيش القيصر على موقع بوكس أوفيس موجو (الإنجليزية)
- يعيش القيصر على موقع فيلمافينيتي (الإسبانية)
- Animated teasers,